# Luigi Balbiano
Luigi Balbiano (Torino, 23 ottobre 1852 – Torino, 8 marzo 1917) è stato un chimico italiano.
Fu professore a Messina, Roma e Torino e socio corrispondente dell'Accademia dei Lincei.
È ricordato per il suo lavoro di ricerca sulla chimica organica, soprattutto sulla canfora.